# Санта-Жуана
Санта-Жуана (порт. Santa Joana) — район (фрегезия) в Португалии, входит в округ Авейру. Является составной частью муниципалитета Авейру. Находится в составе крупной городской агломерации Большое Авейру. По старому административному делению входил в провинцию Бейра-Литорал. Входит в экономико-статистический субрегион Байшу-Воуга, который входит в Центральный регион. Население составляет 7426 человек. Занимает площадь 5,61 км².

## История
Район основан в 1986 году